# Aleksander Bednarczyk
Aleksander Bednarczyk, ps. „Adam” (ur. 21 sierpnia 1913 w Rzekuniu, zm. w grudniu 1946 w Lelisie) – żołnierz wojny obronnej 1939, członek Armii Krajowej, Zrzeszenia Wolność i Niezawisłość.

## Życiorys
Syn Adama, rolnika ze wsi Rzekuń, i Emilii z d. Nawrockiej, urodził się 21 sierpnia 1913 w Rzekuniu k. Ostrołęki. Po ukończeniu Szkoły Powszechnej w Rzekuniu (1927) rozpoczął naukę w Państwowym Gimnazjum im. Króla Stanisława Leszczyńskiego w Ostrołęce. Odbył służbę na Dywizyjnym Kursie Podchorążych Rezerwy przy 71 Pułku Piechoty w Zambrowie (1935–1936), w sierpniu 1939 otrzymał przydział do 33 Pułku Piechoty „Strzelców Kurpiowskich” w Łomży. W styczniu 1937 został awansowany do stopnia podporucznika rezerwy piechoty. Do sierpnia 1939 pracował w kancelarii ostrołęckiego notariusza Dobrowolskiego.
Brał udział w wojnie obronnej 1939 w jednostkach Obrony Narodowej i jako dowódca plutonu uczestniczył w działaniach na linii Narwi, później w rejonie Czerwonego Boru i Andrzejewa. Po zakończeniu kampanii wrześniowej powrócił na teren pow. ostrołęckiego. Od maja 1940 był żołnierzem Związku Walki Zbrojnej, a następnie Armii Krajowej, ps. „Adam”, w Obwodzie Ostrołęka (krypt.: „Sęp”, „Jeleń”, „Gruszka”). W komendzie obwodu pełnił różne funkcje, najdłużej – szefa wyszkolenia. W czerwcu 1944 został wyznaczony dodatkowo na stanowisko komendanta II „Ośrodka Walki”. Uczestniczył w akcji „Burza” w szeregach 5 Pułku Ułanów Spieszonych AK. W październiku 1944 jego kwatera we wsi Brzozowa, gm. Łyse, została wykryta przez niemiecką żandarmerię polową (Feldgendarmerie), a on aresztowany razem z Romanem Sadowskim ps. „Blady”. Przewieziono ich do obozu karnego w Działdowie, gdzie sąd wojskowy z Ciechanowa skazał „Adama” na karę śmierci przez ścięcie toporem. Wyrok miał być wykonany w obozie koncentracyjnym Stutthof, jednak w trzeciej dekadzie grudnia 1944 ponownie przewieziono go do Działdowa w celu wznowienia śledztwa. Podczas ewakuacji obozu w styczniu 1945 uciekł i powrócił do pracy konspiracyjnej. W listopadzie został awansowany do stopnia porucznika. W lutym 1945 mianowano go na stanowisko komendanta poakowskiej organizacji Armia Krajowa Obywatelska w Obwodzie Ostrołęka. Od września 1945 kierował Obwodem Zrzeszenia WiN Ostrołęka (krypt. „Dorota”).
Organizował poakowskie podziemie, by je uchronić przed represjami ze strony NKWD wspieranej miejscowymi siłami MO, UBP, a następnie oddziałów Korpusu Bezpieczeństwa Wewnętrznego i innych jednostek wojskowych. Był komendantem Obwodu „Nie”. Na początku 1945 zlecił Witoldowi Popiołkowi ps. „Grom” redagowanie i wydawanie konspiracyjnego pisma „Puszcza Szumi”, ujawniającego wrogie w stosunku do ludności powiatu – obwodu ostrołęckiego poczynania „ludowej” władzy – milicjantów, funkcjonariuszy UB i funkcjonariuszy Korpusu Bezpieczeństwa Wewnętrznego. W nocy z 19 na 20 maja 1945 dowodził najbardziej spektakularną akcją ostrołęckiego podziemia – atakiem na Komendę Powiatową MO i UBP. Część oddziału związała ogniem funkcjonariuszy, a pozostali zniszczyli dokumenty w Starostwie Powiatowym oraz zabrali z Urzędu Skarbowego 8,5 mln złotych. W okresie od października 1944 do sierpnia 1945 zlikwidowano kilkudziesięciu agentów NKWD i UB oraz przestępców pospolitych. Od sierpnia 1946 pełnił również obowiązki prezesa (inspektora) Inspektoratu Mazowieckiego WiN obejmującego powiaty (obwody): Ostrołęka, Zambrów i Ostrów Mazowiecka oraz częściowo Radzymin i Węgrów. 29 sierpnia 1946 meldował: „Dn. 25 bm. odbył się ślub „Aleny” (Norberta Adamowicza). Meldował on ob. „Sanowi” a ostatnio mnie o swym wycofaniu się z pracy niepodległościowej w terenie. Liczyłem sporo na niego, że ułatwi mi on pełnienie nowych obowiązków”. Jesienią 1946, za pośrednictwem Komendy Obwodu Ostrów Mazowiecka, podporządkował sobie pozostałości organizacji poakowskiej – Ruch Oporu Armii Krajowej – w pow. pułtuskim, tworząc na ich bazie nową strukturę – Obwód Pułtusk WiN (krypt. „Paulina”). 1 czerwca 1946 został awansowany do stopnia kapitana. Dowodził strukturą zrzeszającą w latach 1945–1946 do 3500 ludzi. Major Edward Filochowski „San” tak wspominał swego podkomendnego: Wybitny dowódca, człowiek szlachetny, o nieposzlakowanej uczciwości. Tak naprawdę to zginął jak ci w Katyniu, z rozkazu szatańskiego wodza komunizmu.

### Okoliczności śmierci
W nocy z 19 na 20 XII 1946 został otoczony przez grupę operacyjną UB z Ostrołęki na kwaterze znajdującej się w gospodarstwie Czesława Kruczyka we wsi Gnaty (gm. Lelis). Poległ śmiercią żołnierską od kul funkcjonariuszy UB, próbując wyrwać się z „kotła”. Istnieją inne wersje wydarzeń i daty śmierci. Jacek Karczewski podaje: „W nocy z 19 na 20 grudnia 1946 r. grupa operacyjna UPB w Ostrołęce przy wsparciu MO otoczyła we wsi Gnaty w gminie Lelis zabudowania Czesława Kruczyka „Bociana”, w których według doniesień agenturalnych miał przebywać kpt. Aleksander Bednarczyk „Adam”. Na kwaterze przebywał również por. Roman Sadowski „Blady”, zastępca „Adama”, który został aresztowany i wraz z ciężko rannym dowódcą przewieziony na pobliski posterunek MO w Lelisie, gdzie bez udzielenia jakiejkolwiek pomocy medycznej „Adam” zmarł”. Witold Popiołek napisał: „Ta działalność konspiracyjna staje się stopniowo coraz bardziej utrudniona i ryzykowna aż do tragicznego dnia 22 grudnia 1946 r. Przebywający na kwaterze w m. Gnaty, gm. Lelis „Adam” i „Blady” zaskoczeni zostali przez oddział KBW wewnątrz domu – „Adam” po próbie obrony został zastrzelony”. Edward Filochowski podaje: „W dniu 6.12.1946 r. we wsi Gnaty gm. Lelis pow. Ostrołęka patrol UB wkroczył do domu, w którym kwaterował prezes obwodu WiN kpt. Aleksander Bednarczyk „Adam” i były d-ca II baonu AK kpt. Roman Sadowski „Blady”. Obaj nie byli uzbrojeni. Mimo to w trakcie brutalnego obezwładniania „Adam” został ciężko ranny. Nie udzielono mu żadnej pomocy medycznej, wrzucono do ciężarowego samochodu i wieziono do Ostrołęki – w drodze „Adam” zmarł”. Aby zatrzeć ślady, ciało „Adama” wrzucono do Narwi. Przypadkowo wyłowił je rybak ze wsi Dzbenin (Nurczyk). Zwłoki złożono w skrzyni po zbożu i zakopano na skarpie rzeki Narew. Potajemnie bracia „Adama”, Stanisław i Franciszek Bednarczykowie, pochowali go w rodzinnym grobie w Rzekuniu. O pochówku wiedział jeszcze ksiądz Marian Skłodowski.

## Odznaczenia
- Krzyż Virtuti Militari V klasy
- Krzyż Zasługi z Mieczami – w sierpniu 1943
- Krzyż Walecznych (dwukrotnie w 1943)[3]

## Upamiętnienie
Utworzone 9 maja 2012 r. Stowarzyszenie Ziemi Ostrołęckiej im. Kapitana Aleksandra Bednarczyka „Adama” założył Jacek Karczewski. Anna Nosek, bratanica i inni członkowie rodziny opisali los Aleksandra Bednarczyka „Adama” w książce wspomnieniowej Poszarpane nasze losy. Kartki z kalendarza 1914–2012, Ostrołęka 2012, ISBN 978-83-89770-XX-X.
W grudniu 2022 r. w Ostrołęce, podczas uroczystej gali kończącej Retrospektywy Festiwalu NNW, pośmiertnie uhonorowano kpt. Aleksandra Bednarczyka „Adama” statuetką „Sygnet Niepodległości” w uznaniu za ofiarną walkę o wolność Ojczyzny i działalność konspiracyjną. Statuetka to nagroda specjalna przyznana przez Kapitułę XIV Międzynarodowego Festiwalu Filmowego „Niepokorni – Niezłomni – Wyklęci”.